# Stylephorus chordatus
Stylephorus chordatus (Gr.: „stylos“ = Nadel, „pherein“ = tragen) ist ein Tiefseefisch, der im Atlantik in tropischen und subtropischen Regionen vorkommt (nach anderen Angaben in allen Weltmeeren). Fänge wurden u. a. vom nordöstlichen Golf von Mexiko, von der Südostküste Floridas, den Kleinen Antillen und den Kanarischen Inseln gemeldet, die meisten zwischen dem Äquator und 20° nördlicher Breite.

## Merkmale

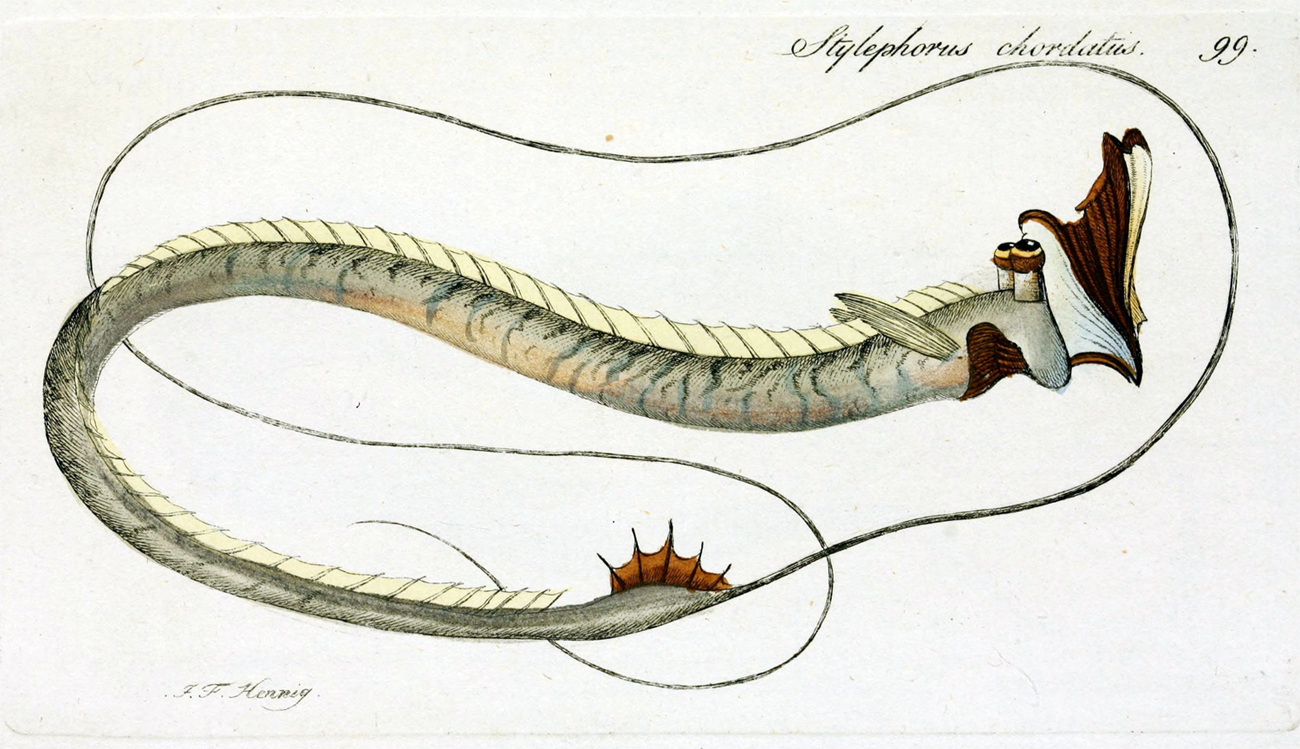
Stylephorus chordatus mit nach oben geöffnetem Maul. Zeichnung aus „Systema ichthyologiae iconibus CX illustratum“ von Marcus Élieser Bloch.

Der 28 bis 31 cm lange, langgestreckte und bandförmige Fisch ist silbrig mit violettem Schimmer, der Kopf ist dunkelviolett. Er hat silbrige Teleskopaugen (ausgewachsene Tiere) und ein röhrenförmiges, kleines Maul, das durch Protraktion (Vorschieben) des nach hinten bis hinter die Kiemenregion gerichteten Hyomandibulare (Kieferstiel) vorgeschnellt werden kann. Das übrige Suspensorium ist weitgehend rückgebildet; der Fisch ähnelt hierin etwas Epibulus insidiator – wie bei diesem ist der Unterkiefer sehr lang, das Prämaxillare aber ganz kurz, und zwar hier nur dem langen Unterkiefer vorne aufsitzend (s. Abb. in Gregory 1933). Mit dem Röhrenmaul kann er nur kleine Plankton-Krebse, bes. Ruderfußkrebse (Copepoda) u. ä., einsaugen – dies aber sehr kräftig. Die Zähne sind klein, eine Schwimmblase fehlt. 
- Flossenformel: Dorsale 110–124, Anale 15–17, Pectorale 10–12, Caudale 7.

Die lange Rückenflosse reicht vom Hinterkopf bis zum Schwanzflossenstiel. Die Brustflossenbasis liegt horizontal. Bauchflossen fehlen oder sind zu einem einzigen Flossenstrahl reduziert. Die zwei unteren Strahlen der Schwanzflosse bilden eine mehr als körperlange „Saite“ (Artname!), die dazu dient, über den Tastsinn das Gefressenwerden zu verhindern, wenn der Fisch sich gerade an eine Beute heranpirscht. Die darüber liegenden fünf Schwanzflossenstrahlen sind sehr viel kürzer und weisen schräg nach oben. Die Anzahl der Wirbel liegt bei 50 bis 53.

## Lebensweise
Stylephorus chordatus lebt mesopelagisch zwischen 300 und 600 Meter Tiefe in der Nacht und zwischen 625 und 800 Meter während des Tages. Bei jedem Tag- und Nachtwechsel unternimmt er Vertikalwanderungen von 200 bis 300 Meter. Der Fisch bewegt sich vertikal oder schräg, mit dem Kopf nach oben, und kann so mit seinen nach vorn gerichteten Röhren- oder „Teleskopaugen“ noch letzte Photonen des Sonnenlichts oder Biolumineszenzlicht der Tiefsee ausnutzen. Über seine Fortpflanzung ist nichts bekannt.

## Systematik
Stylephorus chordatus wurde 1791 durch den englischen Naturforscher George Shaw in der Zeitschrift „Transactions of the Linnean Society of London“ beschrieben. Es ist bis heute die einzige Art der Gattung Stylephorus. Der Holotyp, lange Zeit das einzige bekannte Exemplar der Art, wurde in der Karibik zwischen Kuba und Martinique gefangen. Der britische Ichthyologe Charles Tate Regan stellte, nachdem er neun weitere Exemplare untersucht hatte, für Stylephorus 1924 die monotypische Familie Stylephoridae auf und ordnete sie der Ordnung der Glanzfischartigen (Lampriformes) zu. Laut einer genetischen Untersuchung aus dem Jahr 2007 soll Stylephorus allerdings näher mit den Dorschartigen (Gadiformes) als mit den Lampriformes verwandt sein. Als neue Ordnung wurde Stylephoriformes vorgeschlagen. In einer umfangreichen Revision der Knochenfischsystematik von Anfang 2013 wird Stylephorus chordatus in der Ordnung Stylephoriformes als Schwestergruppe den Gadiformes gegenübergestellt. Das von beiden gebildete Taxon erhält den Namen Gadariae und ist Schwestergruppe der Petersfischartigen (Zeiformes).